# Kosztowy
Koordinaten: 50° 10′ N, 19° 10′ O

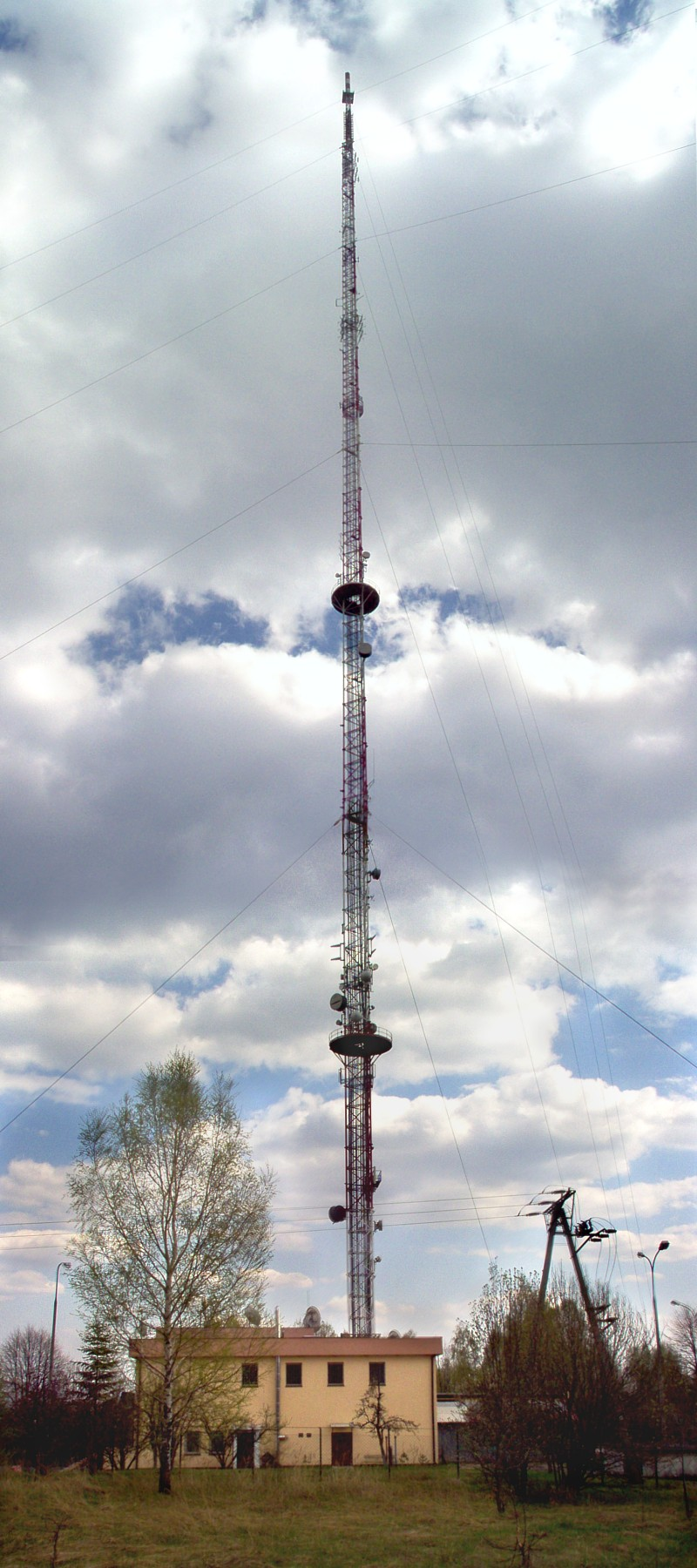
Der Sendemast

Kosztowy [kɔˈʃtɔvɨ] (deutsch Kostow; älter Kosztow) ist ein Stadtteil der kreisfreien Stadt Mysłowice in der Woiwodschaft Schlesien, Polen.
Die zuvor selbständige Gemeinde liegt 4 km südlich des Stadtzentrums von Mysłowice, nahe der Nachbarstadt Imielin und wurde im Zuge der Gemeindegebietsreform von 1975 zusammen mit Wesoła und Dziećkowice eingemeindet.

## Geschichte
Kosztow wurde im 14. Jahrhundert erstmals erwähnt und gehörte zum Herzogtum Ratibor. 1391 schenkte Herzog Johann II. von Troppau-Ratibor die von ausgedehnten Wäldern vom übrigen Gebiet seines Herzogtums Ratibor abgetrennten Orte Kostow, Imielin und Groß Chelm an den Bischof von Krakau. Da die Bischöfe sich auch die Landeshoheit anmaßten, war Kostow bis 1742 kein Teil Schlesiens. 1772 erfolgte die Übergabe an Preußen, ab 1796 gehörte Kostow zum neu eingerichteten Amt Imielin.
1807 wurde das Dorf Teil des Herzogtums Siewierz des französischen Marschalls Jean Lannes und kam 1817 zurück zu Preußen.
Das oberschlesische Dorf Kostow hatte 1885 718 Einwohner und 1.538 im Jahre 1900. Kostow gehörte von 1818 bis 1922 dem Kreis Pleß an und wurde dann polnisch. Zwischen 1939 und 1945 gehörte der Ort wiederum zum Deutschen Reich.

## Persönlichkeiten
- Jerzy Chromik (1931–1987), in Kosztowy geborener polnischer Leichtathlet und mehrfacher Weltrekordler

## Sendemast
In der Nähe von Kosztowy befindet sich seit 1976 ein 355 Meter hoher Sendemast für UKW und TV. Dieser Sendemast ist nach dem Einsturz des Sendemasts Radio Warschau in Konstantynów das zweithöchste Bauwerk in Polen.